# Baloncesto Superior Nacional
Baloncesto Superior Nacional (BSN) – profesjonalna liga koszykarska w Portoryko, reprezentująca najwyższą klasę rozgrywkową w tym kraju, utworzona w 1929 roku.
Swoje zawodowe kariery zaczynali w niej późniejsi gracze NBA t.j: Butch Lee, José Ortiz, Ramón Rivas, Daniel Santiago, Carlos Arroyo, czy José Juan Barea.
Pośród trenerów, którzy prowadzili zespoły NBA, w BSN pracowali członkowie Koszykarskiej Galerii Sław – Tex Winter i Red Holzman, którzy trenowali zespół Leones de Ponce w latach 60. XX w. W latach 80. Phil Jackson prowadził Piratas de Quebradillas i Gallitos de Isabela. Pracowali tam również Del Harris, P.J. Carlesimo, Bernie Bickerstaff i Herb Brown.
Liga funkcjonuje w oparciu o przepisy FIBA. W trakcie sezonu regularnego zespoły rozgrywały ze sobą po trzy spotkania. Od 2015 roku każdy z 12. zespołów musi rozegrać 44 spotkania fazy zasadniczej, po czym 8 najlepszych drużyn awansuje do play-off.

## Zespoły

### Aktualne
| Zespół                  | Lokalizacja  | Hala                             | Poj. hali |
| ----------------------- | ------------ | -------------------------------- | --------- |
| Atenienses de Manatí    | Manatí       | Juan Cruz Abreu Coliseum         | 8000      |
| Leones de Ponce         | Ponce        | Juan Pachín Vicéns Auditorium    | 8000      |
| Atléticos de San Germán | San Germán   | Arquelio Torres Ramírez Coliseum | 5000      |
| Vaqueros de Bayamón     | Bayamón      | Ruben Rodriguez Coliseum         | 12000     |
| Santeros de Aguada      | Aguada       | Ismael Delgado Coliseum          | 7500      |
| Cangrejeros de Santurce | San Juan     | Roberto Clemente Coliseum        | 10000     |
| Piratas de Quebradillas | Quebradillas | Raymond Dalmau Coliseum          | 5500      |
| Capitanes de Arecibo    | Arecibo      | Manuel Iguina Coliseum           | 12000     |
| Indios de Mayagüez      | Mayagüez     | Palacio de Recreación y Deportes | 5500      |
| Brujos de Guayama       | Guayama      | Dr. Roque Nido Stella Coliseum   | 3500      |
| Caciques de Humacao     | Humacao      | Humacao Arena                    | 8000      |

### Niefunkcjonujące
Aibonito
Polluelos de Aibonito (1977-2001)
Rozgrywał mecze na własnym terenie w Cancha Marron Aponte

Aguada
Conquistadores de Aguada

Aguadilla
Tiburones de Aguadilla

Cabo Rojo
Taínos de Cabo Rojo (1989-1993)
Rozgrywał mecze na własnym terenie w Rebekah Colberg Cabrera Coliseum
 Caguas
Criollos de Caguas (1976-2009)
Rozgrywał mecze na własnym terenie w Héctor Solá Besares Coliseum

Canóvanas
Indios de Canóvanas
Rozgrywał mecze na własnym terenie w Coliseo Carlos Miguel Mangual
 Carolina
Gigantes de Carolina (1971-2009)
Rozgrywał mecze na własnym terenie w Guillermo Angulo Coliseum
 Cayey
Toritos de Cayey (2002-2004)
Rozgrywał mecze na własnym terenie w Cayey Municipal Coliseum
 Fajardo
Cariduros de Fajardo (1973-2008)
Rozgrywał mecze na własnym terenie w Evaristo Aponte Sanabria Coliseum, a później w Tomas Dones Coliseum
 Isabela
Gallitos de Isabela (1969-2011)
Rozgrywał mecze na własnym terenie w José "Buga" Abreu Coliseum
 Morovis
Titanes de Morovis (1977-2006)
Rozgrywał mecze na własnym terenie w José Pepe Huyke Coliseum
 Villalba
Avancinos de Villalba (1996-1998)
Rozgrywał mecze na własnym terenie w José Ibem Marrero Coliseum

## Finały
| Rok       | Mistrz                               | Wynik                                | Wicemistrz                           | Przyp.                               |
| --------- | ------------------------------------ | ------------------------------------ | ------------------------------------ | ------------------------------------ |
| 1930      | Capitalinos de San Juan              | 4–?                                  | Vaqueros de Bayamón                  |                                      |
| 1931      | Capitalinos de San Juan              | 4–?                                  | Atléticos de San Germán              |                                      |
| 1932      | Atléticos de San Germán              | 4–?                                  | Capitanes de Arecibo                 |                                      |
| 1933      | Vaqueros de Bayamón                  | ?–?                                  | Atléticos de San Germán              |                                      |
| 1934      | Vega Baja                            | 4–?                                  | Vaqueros de Bayamón                  |                                      |
| 1935      | Vaqueros de Bayamón                  | 4–?                                  | Vega Baja                            |                                      |
| 1936      | Club Náutico San Juan                | 4–?                                  | Atléticos de la Fcla. Martin         | [ 1 ]                                |
| 1937      | Vega Baja                            | 4–?                                  | Piratas de Quebradillas              |                                      |
| 1938      | Atléticos de San Germán              | 4–?                                  | Atléticos de la Fcla. Martin         |                                      |
| 1939      | Atléticos de San Germán              | 4–?                                  | Vega Baja                            |                                      |
| 1940      | Capitalinos de San Juan              | 4–?                                  | Atléticos de San Germán              |                                      |
| 1941      | Atléticos de San Germán              | 4–?                                  | Cardenales de Río Piedras            |                                      |
| 1942      | Atléticos de San Germán              | 4–?                                  | Cangrejeros de Santurce              |                                      |
| 1942-1943 | Atléticos de San Germán              | 4-?                                  | Cangrejeros de Santurce              | [ 1 ]                                |
| 1943      | Tortuguero                           | ?–?                                  | Capitalinos de San Juan              |                                      |
| 1944      | Gallitos de la UPR                   | 4–?                                  | Capitalinos de San Juan              |                                      |
| 1945      | Capitalinos de San Juan              | 4–?                                  | Gallitos de la UPR                   |                                      |
| 1946      | Cardenales de Río Piedras            | 4–?                                  | Capitanes de Arecibo                 |                                      |
| 1947      | Atléticos de San Germán              | 4–?                                  | Cardenales de Río Piedras            |                                      |
| 1948      | Atléticos de San Germán              | 4–?                                  | Capitanes de Arecibo                 |                                      |
| 1949      | Atléticos de San Germán              | 4–?                                  | Leones de Ponce                      |                                      |
| 1950      | Atléticos de San Germán              | 4–?                                  | Capitalinos de San Juan              |                                      |
| 1951      | Gallitos de la UPR                   | 4–?                                  | Cangrejeros de Santurce              |                                      |
| 1952      | Leones de Ponce                      | 4–?                                  | Cangrejeros de Santurce              |                                      |
| 1953      | Niedokończony (Ponce vs. San Germán) | Niedokończony (Ponce vs. San Germán) | Niedokończony (Ponce vs. San Germán) | Niedokończony (Ponce vs. San Germán) |
| 1954      | Leones de Ponce                      | 4–?                                  | Atléticos de San Germán              |                                      |
| 1955      | Cardenales de Río Piedras            | 4–?                                  | Atléticos de San Germán              |                                      |
| 1956      | Cardenales de Río Piedras            | 4–?                                  | Atléticos de San Germán              |                                      |
| 1957      | Cardenales de Río Piedras            | 4–?                                  | Atléticos de San Germán              |                                      |
| 1958      | Capitalinos de San Juan              | 4–?                                  | Leones de Ponce                      |                                      |
| 1959      | Capitanes de Arecibo                 | 4–?                                  | Cardenales de Río Piedras            |                                      |
| 1960      | Leones de Ponce                      | 4–?                                  | Cardenales de Río Piedras            |                                      |
| 1961      | Leones de Ponce                      | 4–3                                  | Capitanes de Arecibo                 |                                      |
| 1962      | Cangrejeros de Santurce              | 4–?                                  | Cardenales de Río Piedras            |                                      |
| 1963      | Cardenales de Río Piedras            | 4–?                                  | Leones de Ponce                      |                                      |
| 1964      | Leones de Ponce                      | 4–?                                  | Cangrejeros de Santurce              |                                      |
| 1965      | Leones de Ponce                      | 4–?                                  | Atléticos de San Germán              |                                      |
| 1966      | Leones de Ponce                      | 4–3                                  | Capitanes de Arecibo                 |                                      |
| 1967      | Vaqueros de Bayamón                  | 4–?                                  | Leones de Ponce                      |                                      |
| 1968      | Cangrejeros de Santurce              | 4–?                                  | Cardenales de Río Piedras            |                                      |
| 1969      | Vaqueros de Bayamón                  | 4–?                                  | Cardenales de Río Piedras            |                                      |
| 1970      | Piratas de Quebradillas              | 4–?                                  | Vaqueros de Bayamón                  |                                      |
| 1971      | Vaqueros de Bayamón                  | 4–?                                  | Cardenales de Río Piedras            |                                      |
| 1972      | Vaqueros de Bayamón                  | 4–?                                  | Piratas de Quebradillas              |                                      |
| 1973      | Vaqueros de Bayamón                  | 4–?                                  | Piratas de Quebradillas              |                                      |
| 1974      | Vaqueros de Bayamón                  | 4–?                                  | Capitalinos de San Juan              |                                      |
| 1975      | Vaqueros de Bayamón                  | 4–?                                  | Piratas de Quebradillas              |                                      |
| 1976      | Cardenales de Río Piedras            | 4–?                                  | Piratas de Quebradillas              |                                      |
| 1977      | Piratas de Quebradillas              | 4–?                                  | Cardenales de Río Piedras            |                                      |
| 1978      | Piratas de Quebradillas              | 4–?                                  | Mets de Guaynabo                     |                                      |
| 1979      | Piratas de Quebradillas              | 4–?                                  | Gigantes de Carolina                 |                                      |
| 1980      | Mets de Guaynabo                     | 4–?                                  | Piratas de Quebradillas              |                                      |
| 1981      | Vaqueros de Bayamón                  | 4–2                                  | Mets de Guaynabo                     |                                      |
| 1982      | Mets de Guaynabo                     | 4–2                                  | Piratas de Quebradillas              |                                      |
| 1983      | Indios de Canóvanas                  | 4–2                                  | Mets de Guaynabo                     |                                      |
| 1984      | Copa Olimpica / Indios de Canóvanas  | 4–2                                  | Gallitos de Isabela                  |                                      |
| 1985      | Atléticos de San Germán              | 4–2                                  | Mets de Guaynabo                     |                                      |
| 1986      | Polluelos de Aibonito                | 4-3                                  | Atléticos de San Germán              |                                      |
| 1987      | Titanes de Morovis                   | 4–3                                  | Polluelos de Aibonito                |                                      |
| 1988      | Vaqueros de Bayamón                  | 4–3                                  | Indios de Canóvanas                  |                                      |
| 1989      | Mets de Guaynabo                     | 4–3                                  | Leones de Ponce                      |                                      |
| 1990      | Leones de Ponce                      | 4–?                                  | Mets de Guaynabo                     |                                      |
| 1991      | Atléticos de San Germán              | 4–?                                  | Brujos de Guayama                    |                                      |
| 1992      | Leones de Ponce                      | 4–2                                  | Capitanes de Arecibo                 |                                      |
| 1993      | Leones de Ponce                      | 4–1                                  | Mets de Guaynabo                     | [ 2 ]                                |
| 1994      | Atléticos de San Germán              | 4–?                                  | Brujos de Guayama                    |                                      |
| 1995      | Vaqueros de Bayamón                  | 4–?                                  | Leones de Ponce                      |                                      |
| 1996      | Vaqueros de Bayamón                  | 4–?                                  | Leones de Ponce                      |                                      |
| 1997      | Atléticos de San Germán              | 4–?                                  | Gigantes de Carolina                 |                                      |
| 1998      | Cangrejeros de Santurce              | 4–?                                  | Leones de Ponce                      |                                      |
| 1999      | Cangrejeros de Santurce              | 4–?                                  | Piratas de Quebradillas              |                                      |
| 2000      | Cangrejeros de Santurce              | 4–?                                  | Piratas de Quebradillas              |                                      |
| 2001      | Cangrejeros de Santurce              | 4–?                                  | Vaqueros de Bayamón                  |                                      |
| 2002      | Leones de Ponce                      | 4–3                                  | Vaqueros de Bayamón                  | [ 3 ]                                |
| 2003      | Cangrejeros de Santurce              | 4–0                                  | Leones de Ponce                      | [ 4 ]                                |
| 2004      | Leones de Ponce                      | 4–3                                  | Maratonistas de Coamo                | [ 3 ]                                |
| 2005      | Capitanes de Arecibo                 | 4–0                                  | Vaqueros de Bayamón                  | [ 5 ]                                |
| 2006      | Criollos de Caguas                   | 4–?                                  | Cangrejeros de Santurce              |                                      |
| 2007      | Cangrejeros de Santurce              | 4–3                                  | Capitanes de Arecibo                 | [ 6 ]                                |
| 2008      | Capitanes de Arecibo                 | 4–3                                  | Gigantes de Carolina                 | [ 7 ]                                |
| 2009      | Vaqueros de Bayamón                  | 4–2                                  | Piratas de Quebradillas              | [ 8 ]                                |
| 2010      | Capitanes de Arecibo                 | 4–3                                  | Vaqueros de Bayamón                  | [ 9 ]                                |
| 2011      | Capitanes de Arecibo                 | 4–1                                  | Piratas de Quebradillas              | [ 10 ]                               |
| 2012      | Indios de Mayagüez                   | 4–1                                  | Capitanes de Arecibo                 | [ 11 ]                               |
| 2013      | Piratas de Quebradillas              | 4–2                                  | Leones de Ponce                      | [ 12 ]                               |
| 2014      | Leones de Ponce                      | 4–2                                  | Capitanes de Arecibo                 | [ 13 ]                               |
| 2015      | Leones de Ponce                      | 4–2                                  | Capitanes de Arecibo                 |                                      |

## Bilans finalistów
| Zespół                    | Finały | Mistrzostwa | Wicemistrzostwa | Mistrzowskie lata                                                                       | Wicemistrzowskie lata                                              |
| ------------------------- | ------ | ----------- | --------------- | --------------------------------------------------------------------------------------- | ------------------------------------------------------------------ |
| Atléticos de San Germán   | 25     | 14          | 11              | 1932, 1938, 1939, 1941, 1942, 1942-1943, 1947, 1948, 1949, 1950, 1985, 1991, 1994, 1997 | 1931, 1933, 1936*, 1938*, 1940, 1954, 1955, 1956, 1957, 1965, 1986 |
| Leones de Ponce           | 24     | 14          | 10              | 1952, 1954, 1960, 1961, 1964, 1965, 1966, 1990, 1992, 1993, 2002, 2004, 2014, 2015      | 1949, 1958, 1963, 1967, 1989, 1995, 1996, 1998, 2003, 2013         |
| Vaqueros de Bayamón       | 21     | 14          | 7               | 1933, 1935, 1967, 1969, 1971, 1972, 1973, 1974, 1975, 1981, 1988, 1995, 1996, 2009      | 1930, 1934, 1970, 2001, 2002, 2005, 2010                           |
| Cangrejeros de Santurce   | 14     | 8           | 6               | 1962, 1968, 1998, 1999, 2000, 2001, 2003, 2007                                          | 1942, 1942-1943, 1951, 1952, 1964, 2006                            |
| Cardenales de Río Piedras | 15     | 6           | 9               | 1946, 1955, 1956, 1957, 1963, 1976                                                      | 1941, 1947, 1959, 1960, 1962, 1968, 1969, 1971, 1977               |
| Piratas de Quebradillas   | 16     | 5           | 11              | 1970, 1977, 1978, 1979, 2013                                                            | 1937, 1972, 1973, 1975, 1976, 1980, 1982, 1999, 2000, 2009, 2011   |
| Capitalinos de San Juan   | 9      | 5           | 4               | 1930, 1931, 1940, 1945, 1958                                                            | 1943, 1944, 1950, 1974                                             |
| Capitanes de Arecibo      | 15     | 5           | 10              | 1959, 2005, 2008, 2010, 2011                                                            | 1932, 1946, 1948, 1961, 1966, 1992, 2007, 2012, 2014, 2015         |
| Mets de Guaynabo          | 9      | 3           | 6               | 1980, 1982, 1989                                                                        | 1978, 1981, 1983, 1985, 1990, 1993                                 |
| Vega Baja                 | 4      | 2           | 2               | 1934, 1937                                                                              | 1935, 1939                                                         |
| Indios de Canóvanas       | 3      | 2           | 1               | 1983, 1984                                                                              | 1988                                                               |
| University of Puerto Rico | 3      | 2           | 1               | 1944, 1951                                                                              | 1945                                                               |
| Polluelos de Aibonito     | 2      | 1           | 1               | 1986                                                                                    | 1987                                                               |
| Club Náutico San Juan     | 1      | 1           | 0               | 1936                                                                                    | -                                                                  |
| Criollos de Caguas        | 1      | 1           | 0               | 2006                                                                                    | —                                                                  |
| Indios de Mayagüez        | 1      | 1           | 0               | 2012                                                                                    | -                                                                  |
| Titanes de Morovis        | 1      | 1           | 0               | 1987                                                                                    | —                                                                  |
| Gigantes de Carolina      | 3      | 0           | 3               | —                                                                                       | 1979, 1997, 2008                                                   |
| Brujos de Guayama         | 2      | 0           | 2               | —                                                                                       | 1991, 1994                                                         |
| Gallitos de Isabela       | 1      | 0           | 1               | —                                                                                       | 1984                                                               |
| Maratonistas de Coamo     | 1      | 0           | 1               | —                                                                                       | 2004                                                               |

- *Bilans drużyny Farmacia Martin został zsumowany z bilansem Atléticos de San Germán[1]

## Statystyczni liderzy wszech czasów
| ^ | Aktywny zawodnik BSN |

### Punkty
| M. | Zawodnik         | Poz.  | Years               | Celne z gry | Celne za 3 | Celne wolne | Punkty | gry | Śr.  |
| -- | ---------------- | ----- | ------------------- | ----------- | ---------- | ----------- | ------ | --- | ---- |
| 1  | George Torres    | SG/F  | 1975-2001           | 5,888       | 989        | 3,908       | 15,863 | 679 | 23.4 |
| 2  | Mario Morales    | G/F   | 1975-1998           | 6,291       | 617        | 2,094       | 15,293 | 675 | 22.7 |
| 3  | Mario Butler     | C     | 1980-2008           | 4,895       | 79         | 2,388       | 12,252 | 779 | 15.7 |
| 4  | Rolando Frazer   | C     | 1980-2001           | 5,068       | 41         | 1,919       | 12,096 | 603 | 20.1 |
| 5  | Raymond Dalmau   | F/C   | 1966-1985           | 4,738       | 53         | 2,041       | 11,592 | 537 | 21.6 |
| 6  | Rubén Rodríguez  | F/C   | 1969-1991           | 4616        | 522        | 1795        | 11549  | 631 | 18,3 |
| 7  | Roberto Ríos     | SG/F  | 1978-2000           | 4,174       | 1,055      | 1,909       | 11,312 | 681 | 16.6 |
| 8  | Angel Santiago   | F     | 1973-1996           | 4,895       | 79         | 2,388       | 12,252 | 779 | 15.7 |
| 9  | José Quiñonez    | F     | 1976-1995           | 4232        | 57         | 2491        | 11012  | 579 | 19   |
| 10 | Christian Dalmau | PG/SG | 1992-2003-, od 2008 | 3641        | 1090       | 1783        | 10156  | 577 | 17,6 |

### Zbiórki
| M. | Zawodnik        | Poz. | Lata      | Zbiórki | Gry | Śr.  |
| -- | --------------- | ---- | --------- | ------- | --- | ---- |
| 1  | Mario Butler    | C    | 1980-2008 | 8,236   | 779 | 10.6 |
| 2  | Rubén Rodríguez | F/C  | 1969-1991 | 6178    | 631 | 9,8  |
| 3  | Rolando Frazer  | C    | 1980-2001 | 6153    | 603 | 10,2 |
| 4  | Raymond Dalmau  | F/C  | 1966-1985 | 5673    | 537 | 10,6 |
| 5  | Mario Morales   | G/F  | 1975-1998 | 5665    | 675 | 8,4  |
| 6  | José Ortíz      | C    | 1980-2006 | 5314    | 505 | 10,5 |
| 7  | Carlos Bermúdez | F    | 1970-1984 | 4884    | 422 | 11,6 |
| 8  | Edgar León      | F/C  | 1981-2001 | 4837    | 493 | 9,8  |
| 9  | Teófilo Cruz    | C    | 1957-1982 | 4672    | 584 | 8    |
| 10 | Angel Santiago  | F    | 1973-1996 | 4447    | 617 | 7,2  |

### Asysty
| M. | Zawodnik             | Poz.  | Lata               | Asysty | Gry | Śr. |
| -- | -------------------- | ----- | ------------------ | ------ | --- | --- |
| 1  | James Carter         | PG    | 1987-2006          | 3025   | 543 | 5,6 |
| 2  | Pablo Alicea         | PG    | 1987-2006          | 2762   | 503 | 5,5 |
| 3  | Christian Dalmau     | PG/SG | 1992–2003, od 2008 | 2752   | 577 | 4,8 |
| 4  | Javier Antonio Colón | PG    | 1987-2008          | 2748   | 555 | 5   |
| 5  | Federico López       | PG    | 1981-1997          | 2440   | 446 | 5,5 |
| 6  | Roberto Ríos         | SG/F  | 1978-2000          | 2315   | 681 | 3,4 |
| 7  | Raymond Dalmau       | F/C   | 1966-1985          | 2302   | 537 | 5,1 |
| 8  | Wilfredo Pagan       | PG    | od 1992            | 2291   | 619 | 3,7 |
| 9  | Bobby Joe Hatton     | PG    | 1994-2012          | 2235   | 489 | 4,6 |
| 10 | George Torres        | SG/F  | 1975-2001          | 2203   | 679 | 3,2 |

Stan na 15 lipca 2015